# Les Pourris... de talent
Les Pourris… de talent est une émission de télévision québécoise de musique en 18 épisodes produite par Zone3 et diffusée du 17 septembre 2004 au 29 avril 2005 à MusiquePlus. Elle était animée par Les Denis Drolet et Izabelle Desjardins.
Le genre musical visé est la scène locale, la musique émergente populaire ou alternative. 
Au printemps 2005, une compilation sur CD de la série télévisée éponyme est mise en vente.

## Commentaire
La diffusion du clip Va donc chier des Chiens sales a fait l'objet de plainte d'un téléspectateur auprès du Conseil canadien des normes de la radiotélévision (CCNR). La chanson était votée numéro un dans le Top5 Franco en avril 2005 alors diffusée peu avant 19 h 30, et aussi diffusée dans Les Pourris… à 23 h 30.